# Lythrangomi
Lythrangomi (en griego: Λυθράγκωμη, también Lythrankomi, Lithrangomi o Lythragkomi; en turco: Boltaşlı), es un pueblo en la Península de Karpasia en el noreste de Chipre. Forma parte de iure del Distrito de Famagusta de la República de Chipre pero pertenece de facto al Distrito de İskele en la República Turca del Norte de Chipre.

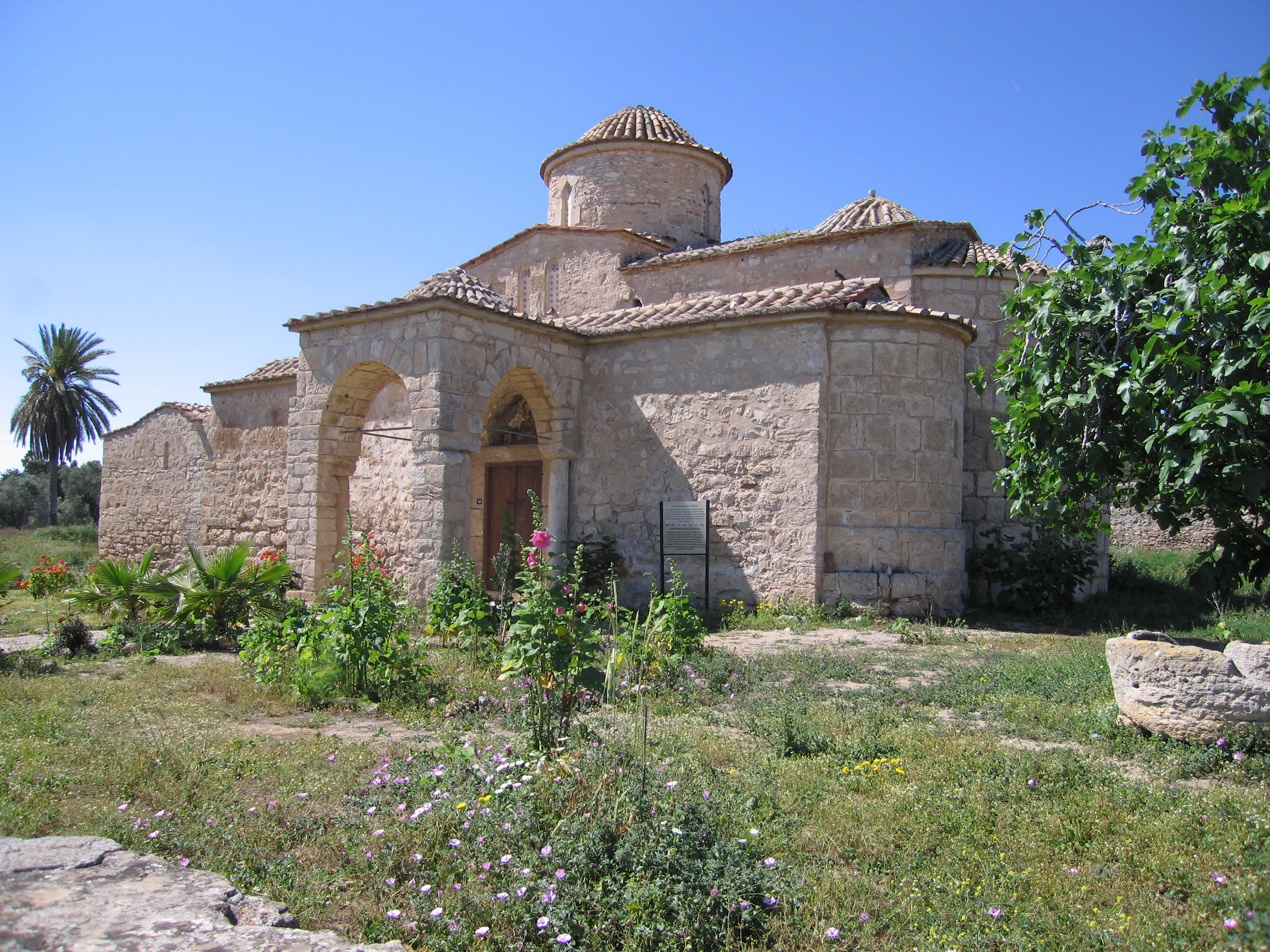
Iglesia de Panagia Kanakaria

El lugar es conocido por la iglesia de Panagia Kanakaria que data de principios del siglo VI y cuyos mosaicos fueron objeto de robo por marchantes de arte tras la invasión turca en 1974.
En 1946 el pueblo tenía 369 habitantes, en 1960 habían bajado a 275 de los cuales 170 eran grecochipriotas y 105 turcochipriotas. Como resultado de la división de la isla en 1974, los primeros fueron desalojados del lugar al mismo tiempo que se establecían turcos de Anatolia.
Lythrangomi/Boltaşlı se encuentra al sur de la más estrecha de las dos carreteras que atraviesan la Península de Karpasia (Dipkarpaz). Los pueblos vecinos son al oeste Vasili (Gelincik) y Leonarisso (Ziyamet) y al este Vathylakas (Derince) y Ayios Simeon (Αvtepe).